# Et hjørne af paradis
Et hjørne af paradis er en dansk spillefilm fra 1997, der er instrueret af Peter Ringgaard efter manuskript af ham selv, John Bernstein og Bob Foss.

## Handling
Filmen er baseret på en virkelig historie om den svenske botaniker Nils Oluf Vesterberg og danskeren Karen Mogensen. I filmen mødes parret i slutningen af 50'erne i Sverige og forelsker sig i hinanden. Med hjælp fra hans far drager de af sted til Costa Rica for at opbygge en ny tilværelse, fjernt fra civilisationen og i nærkontakt med naturen. Spørgsmålet er, om berømmelsen kan beskytte dem og deres drøm om et paradis på Jorden.

## Medvirkende
- Samuel Fröler - Nils von Ekelöw
- Trine Pallesen - Anna
- John Savage - Padre Louis
- Miguel Sandoval - Don Diego
- Penélope Cruz - Dona Helena
- Ramiro Huerta - Ricardo
- Lennart Hjulström - Carl von Ekelöw
- Björn Granath - Professor Andersson
- Pär Ericson - Professor Rylander
- Pedro Armendariz - Minister
- Daniel Martínez - Kaptajn Garcia
- Jesus Ochoa - Scarface
- Damian Delgado - Indianer
- Carmen Delgado - Kvinde
- Andrea Sisniega - Sekretær
- Oscar Castaneda - Mestis
- Jorge Becerril - Rig sanger
- Abel Woolrich - Fattig sanger
- Leif Forstenberg - Majoren
- Lia Boysen - Svensk pige til dans